# Liste der Biografien/Blau
Liste der Biografien |
Portal Biografien |
Personensuche
# |
A |
B |
C |
D |
E |
F |
G |
H |
I |
J |
K |
L |
M |
N |
O |
P |
Q |
R |
S |
T |
U |
V |
W |
X |
Y |
Z |
?
 
Ba |
Be |
Bd |
Bg |
Bh |
Bi |
Bj |
Bl |
Bm |
Bn |
Bo |
Br |
Bs |
Bu |
Bw |
By |
Bz
 
Bla |
Ble |
Bli |
Blj |
Blk |
Bll |
Blo |
Blu |
Bly
 
Blaa |
Blab |
Blac |
Blad |
Blae |
Blaf |
Blag |
Blah |
Blai |
Blaj |
Blak |
Blal |
Blam |
Blan |
Blaq |
Blar |
Blas |
Blat |
Blau |
Blav |
Blaw |
Blax |
Blay |
Blaz
Die Liste der Biografien führt alle Personen auf, die in der deutschsprachigen Wikipedia einen Artikel haben. Dieses ist eine Teilliste mit 95 Einträgen von Personen, deren Namen mit den Buchstaben „Blau“ beginnt.

## Blau
- Blau, Aljoscha (* 1972), deutsch-russischer Künstler und Bilderbuchillustrator
- Blau, Andreas, deutscher Unternehmer im westlichen Erzgebirge
- Blau, Andreas (* 1949), deutscher Musiker und ehemaliger Soloflötist der Berliner Philharmoniker
- Blau, Bruno (1881–1954), deutscher Statistiker
- Blau, Dick (* 1943), US-amerikanischer Fotograf und Professor
- Blau, Édouard (1836–1906), französischer Librettist und Schriftsteller
- Blau, Eric (1921–2009), amerikanischer Schriftsteller
- Blau, Felix Anton (1754–1798), deutscher katholischer Priester, Theologe, Politiker und Aufklärer im deutschen Katholizismus
- Blau, Francine (* 1946), US-amerikanische Wirtschaftswissenschaftlerin
- Blau, Fritz (1865–1929), deutscher Chemiker
- Blau, Gisela (* 1942), Schweizer Journalistin und Autorin
- Blau, Gudula (* 1940), deutsche Schauspielerin, Autorin und SängerinGudula Blau (* 1940)

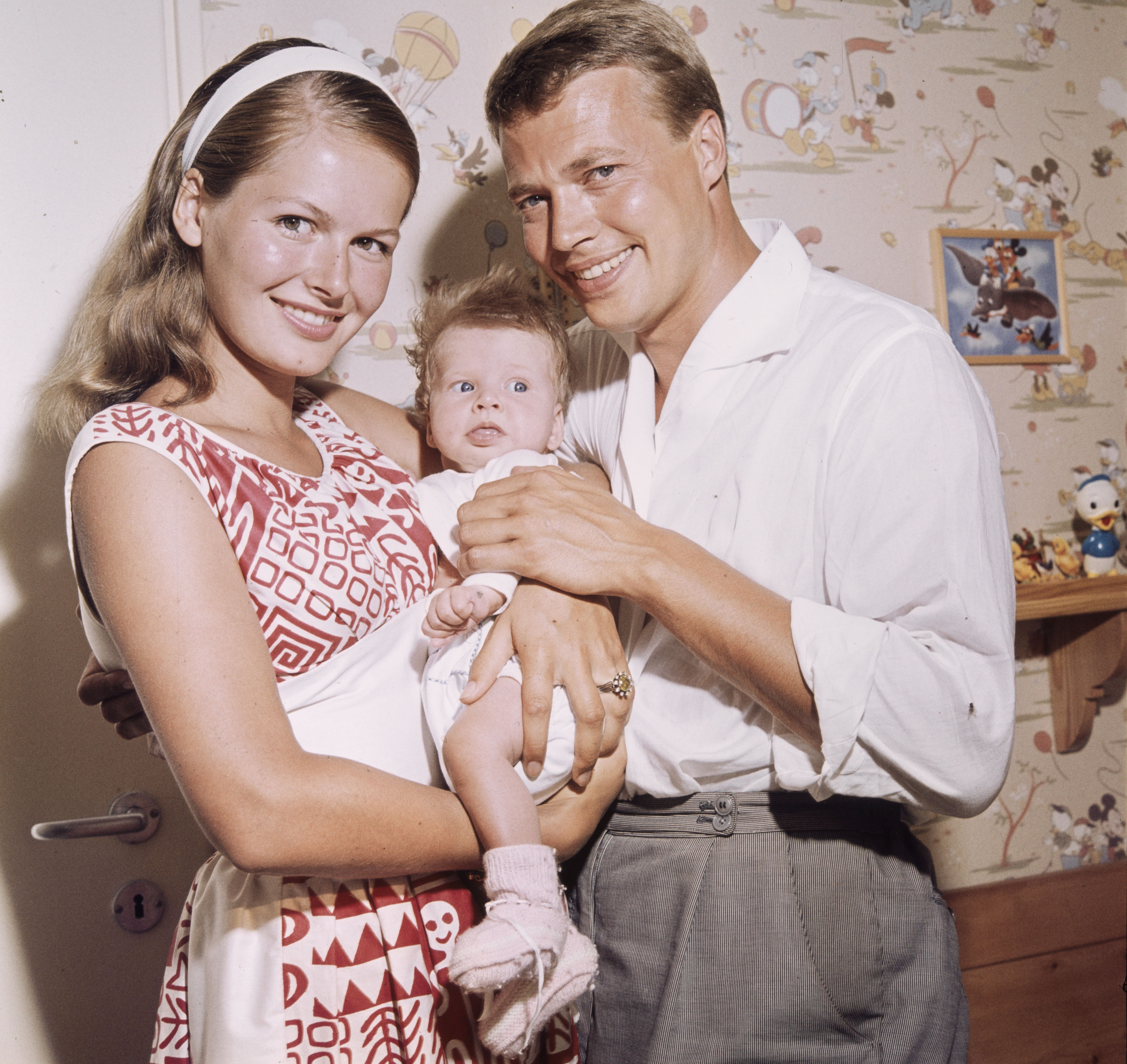
Gudula Blau (* 1940)

- Blau, Günther (1922–2007), deutscher Maler
- Blau, Hagen (* 1935), deutscher Diplomat und Agent des MfS
- Blau, Hans (1869–1939), Schweizer Staatsbeamter
- Blau, Hans-Joachim (1934–2014), deutscher Mediziner und Hochschullehrer
- Blau, Helen (* 1948), britisch-amerikanische Biologin und Hochschullehrerin
- Blau, Herbert (1926–2013), US-amerikanischer Autor und Theaterregisseur
- Blau, Hermann (1871–1944), deutscher Chemiker und Erfinder
- Blau, Inge (* 1951), deutsche Schauspielerin
- Blau, Josef (1872–1960), sudetendeutscher Lehrer, Heimatforscher und Volkskundler
- Blau, Joshua (1919–2020), israelischer Arabist und Semitist
- Blau, Julius (1861–1939), jüdischer Rechtsanwalt und Notar
- Blau, Karl (1930–1994), deutscher Politiker (NDPD), MdV
- Blau, Ludwig (1861–1936), jüdischer Gelehrter
- Blau, Luigi (1945–2023), österreichischer Architekt und Möbeldesigner
- Blau, Marietta (1894–1970), österreichische Physikerin
- Blau, Otto (1828–1879), deutscher Diplomat und Orientalist
- Blau, Paul (1861–1944), deutscher evangelischer Theologe und Autor
- Blau, Paul (1915–2005), österreichischer Publizist
- Blau, Peter (1918–2002), US-amerikanischer Soziologe österreichischer Herkunft
- Blau, Rolf (* 1952), deutscher Fußballspieler
- Blau, Rudolf (* 1927), deutscher Offizier (NVA)
- Blau, Sarah (* 1973), israelische Schriftstellerin
- Blau, Stefan, deutscher Filmeditor und Tongestalter
- Blau, Tina (1845–1916), österreichische Malerin
- Blau, Ulrich (* 1940), deutscher Philosoph
- Blau, Wolfgang (* 1967), deutscher Publizist, Chefredakteur von Zeit Online

### Blaub
- Blaube, Wolfgang (* 1963), deutscher Motorjournalist, Fotograf und Fachbuchautor

### Blaud
- Blaudez, Lena (* 1958), deutsche Schriftstellerin
- Blaudszun, Lilly (* 2001), deutsche Politikerin (SPD) und InfluencerinLilly Blaudszun (* 2001)

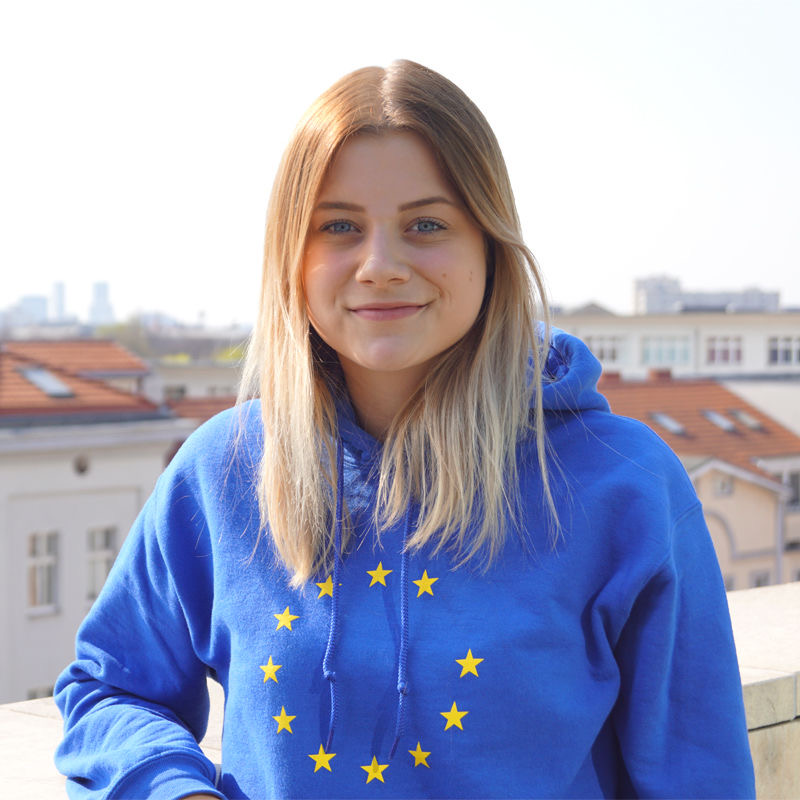
Lilly Blaudszun (* 2001)

- Blaudzun (* 1974), niederländischer Musiker
- Blaudzun, Michael (* 1973), dänischer Radrennfahrer
- Blaudzun, Verner (* 1946), dänischer Radrennfahrer

### Blaue
- Blaue, Alwin (1896–1958), deutscher Maler, Graphiker, Bildhauer und Kunsthandwerker
- Blaue, Illa (1919–2018), deutsche Malerin
- Blaue, Ruth (1914–1972), deutsche Mörderin
- Blauen, Andreas von (1554–1602), kaiserlicher Rat, Landeshauptmann, Landsyndikus und Kammerprokurator der Niederlausitz
- Blauensteiner, Elfriede (1931–2003), österreichische Serienmörderin
- Blauensteiner, Franz (1896–1939), österreichischer Maler
- Blauensteiner, Franz (* 1952), österreichischer Schauspieler
- Blauensteiner, Iris (* 1986), Autorin und Filmemacherin
- Blauensteiner, Leopold (1880–1947), österreichischer MalerLeopold Blauensteiner (1880–1947)

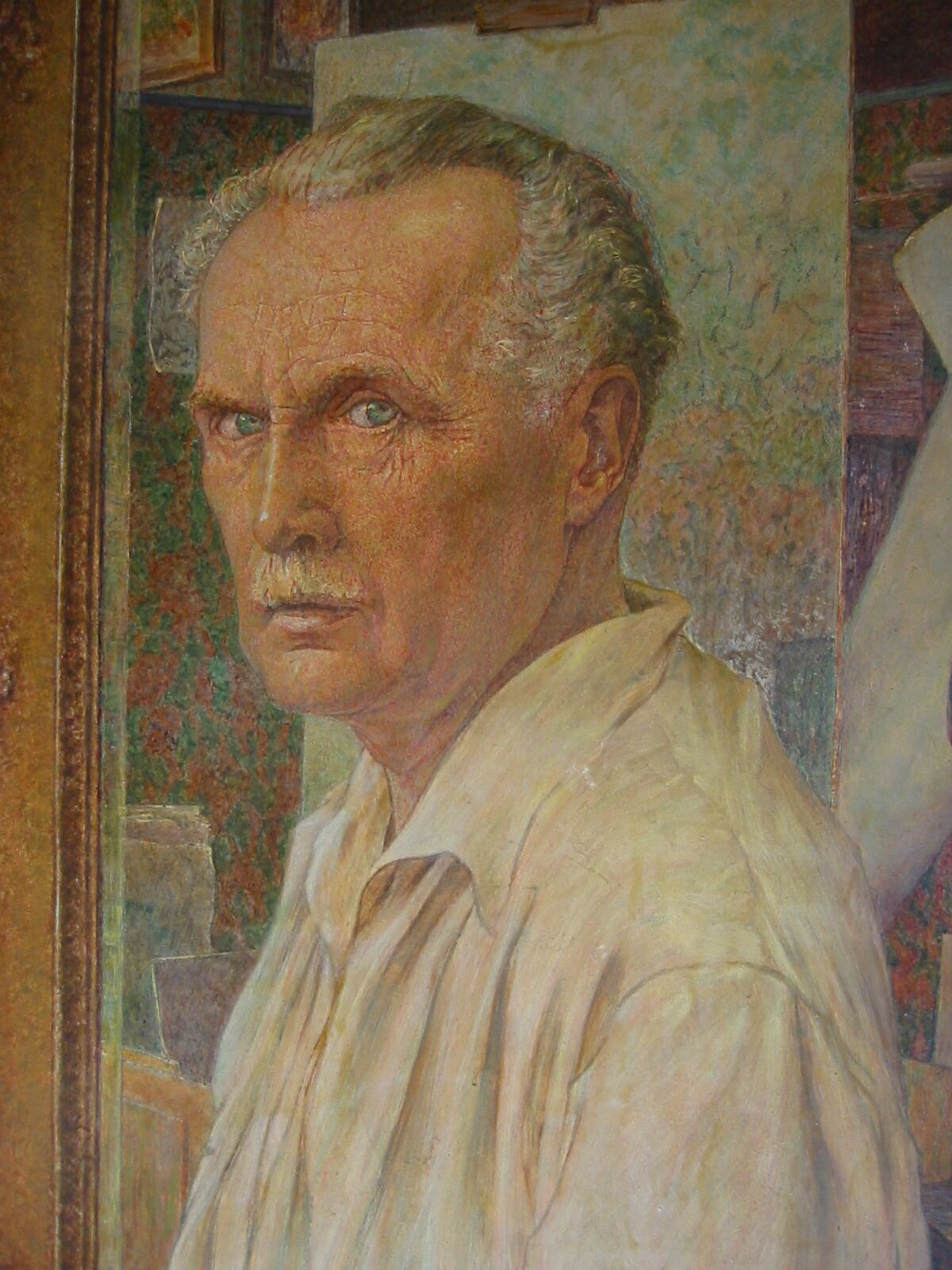
Leopold Blauensteiner (1880–1947)

- Blauensteiner, Michael (* 1995), österreichischer Fußballspieler
- Blauert, Andreas (* 1956), deutscher Historiker
- Blauert, Georg (1885–1941), deutscher Stenograf
- Blauert, Jens (* 1938), deutscher Ingenieur, Professor für Elektrotechnik und Akustik
- Blauert, Jörg (* 1964), deutscher Schachspieler
- Blauert, Ruth, deutsche Schauspielerin, Designerin und Künstlerin

### Blauf
- Blaufuks, Daniel (* 1963), portugiesischer Künstler
- Blaufuß, Alfred (1912–1995), deutscher Botaniker und Lehrer
- Blaufuß, Dietrich (* 1940), deutscher evangelischer Theologe und Kirchenhistoriker
- Blaufuß, Johann Valentin (1769–1850), deutscher Feldvermesser und Kartograph

### Blaug
- Blaug, Mark (1927–2011), britischer Ökonom

### Blauh
- Blauhorn, Kurt (1916–2006), deutscher Journalist und Sachbuchautor
- Blauhut, Manfred (* 1953), deutscher Badmintonspieler
- Blauhut, Robert (1911–1978), österreichischer Autor

### Blauk
- Blaukopf, Herta (1924–2005), österreichische Journalistin, Verlagslektorin, Literatur- und Musikwissenschaftlerin
- Blaukopf, Kurt (1914–1999), österreichischer Musikwissenschaftler

### Blaul
- Blaul, Georg Friedrich (1809–1863), deutscher Pfarrer und Dichter
- Blaul, Iris (* 1955), deutsche Politikerin (Die Grünen), Abgeordnete des Hessischen Landtags und hessische Staatsministerin
- Blaul, Julius von (1853–1930), deutscher Jurist und Regierungspräsident

### Blaum
- Blaum, Klaus (* 1971), deutscher Physiker und Hochschullehrer
- Blaum, Kurt (1884–1970), deutscher Politiker (CDU)
- Blaum, Rudolf (1915–2005), deutscher Jurist und Politiker (NSDAP, CDU), MdBB
- Blaumanis, Rūdolfs (1863–1908), lettischer Schriftsteller und Journalist
- Blaumeiser, Josef (1924–1988), deutscher Karikaturist und Illustrator

### Blaun
- Blauner, Niklaus (1713–1791), Schweizer Physiker, Professor für Physik und Geographie
- Blaunfeldt, Maximilian Franciscus (1799–1880), Advokat und Hardesvogt in dänischen Diensten

### Blaur
- Blaurock, Edmund (1899–1966), deutscher Offizier, zuletzt Generalleutnant im Zweiten Weltkrieg
- Blaurock, Jörg († 1529), erster gläubig Getaufter der Reformationszeit, Täufer
- Blaurock, Jörg (1928–2014), deutscher Schiffbauingenieur
- Blaurock, Philipp (* 1991), deutscher Nordischer Kombinierer
- Blaurock, Uwe (* 1943), deutscher Rechtswissenschaftler

### Blaus
- Blaus, Harry (1885–1944), russischer Sportschütze
- Blaustein, Albert P. (1921–1994), US-amerikanischer Jurist und Verfassungsrechtler
- Blaustein, Arthur (1878–1942), deutscher Jurist, Nationalökonom und Hochschullehrer
- Blaustein, Elisabeth (1884–1942), Vorsitzende des Bundes für Mutterschutz, Pionierin für Frauenrechte
- Blaustein, Julian (1913–1995), US-amerikanischer Filmproduzent und Drehbuchautor, sowie später Professor
- Blaustein, Susan Morton (* 1953), US-amerikanische Komponistin und Musikpädagogin

### Blaut
- Blauth, Peter (1937–1999), deutscher Jurist, Richter am deutschen Bundesgerichtshof
- Blauth, Ursula (1950–2019), deutsche Fernseh- und Filmschauspielerin

### Blauv
- Blauvelt, Christopher (* 1970), US-amerikanischer Kameramann
- Blauvelt, Lillian (1874–1947), US-amerikanische Opernsängerin der Stimmlage Sopran

### Blauw
- Blauwet, Cheri (* 1980), US-amerikanische Ärztin und Rollstuhlsportlerin